# Бетти, Уильям
Уильям Генри Уэст Бетти, наиболее известный, как мастер Бетти (англ. William Henry West Betty; 13 сентября 1791, Шрусбери, Шропшир — 24 августа 1874, Лондон) — британский ребёнок-актёр, чья относительно недолгая карьера сопровождалась беспрецедентным вниманием и интересом публики.

## Биография
Согласно, ранним биографиям мастера Бетти, карьера актёра являлась его собственно мечтой с самого раннего детства. Однако, по другой версии, родители мастера Бетти, образованные и первоначально обеспеченные люди, полностью разорились из-за неудачных финансовых спекуляций отца мальчика, и поэтому были готовы на что угодно, чтобы вернуть себе утраченный доход.
Согласно апологетической версии, когда Уильяму было 11 лет, отец взял его в Белфаст, где отвёл на «Писарро» Ричарда Шеридана со знаменитой актрисой Сарой Сиддонс в главной роли. Придя в полный восторг, Уильям сказал отцу что теперь он во что бы то ни стало хочет стать актёром. Отец, неожиданно для мальчика (и вероятно по причинам, описанным выше) пошёл на встречу его желаниям, и познакомил сына с Майклом Аткинсом, директором Белфастского театра. После встречи с ребенком Аткинс, предположительно, сказал: «Я никогда не надеялся увидеть нового Гаррика (великий английский драматический актёр), но в этом мальчике явно сверкают искры его таланта».
Вскоре после знакомства с Аткинсом Бетти познакомили с театральным суфлером Томасом Хафом, чтобы он мог направлять, обучать и наставлять молодого Уильяма и подготовить его к первой театральной роли: Османа в «Заире» Вольтера. Пока проходили репетиции спектакля, в Ирландии  вспыхнуло профранцузское восстание, в результате которого театр на некоторое время был закрыт, а его директор понёс значительные финансовые потери.
Эти потери Аткинс решил компенсировать, представив публике Уильма Бетти, как экстраординарное юное дарование, для чего щедрые гонорары были розданы некоторым журналистам местных газет. В результате, на первое выступление мастера Бетти на сцене в роли Османа, 11 августа 1803 года явилась целая толпа зрителей, а газеты сообщили, что актёрская игра 11-летнего мальчика была безупречной и  очень понравилась публике.
Затем Бетти появился на сцене и в ряде других ролей, причём популярность актёра росла с каждой ролью. Уже в ноябре 1803 года он сыграл Гамлета в Дублинском королевском театре, причём его игра произвела на публику неизгладимое впечатление.
В следующем, 1804 году Бетти отправился на гастроли по Шотландии и Англии. Публика приветствовала его с таким же восторгом, как до этого в Белфасте и Дублине. На спектакли с участием мастера Бетти были распроданы все билеты, и только за последние шесть спектаклей его гонорар составил, в общей сложности,  850 фунтов стерлингов (очень большая сумма по тем временам).
1 декабря 1804 года очередь наконец дошла до лондонского театра Ковент-Гарден. У входа в театр собралось так много народу, что кто-то из лондонских чиновников распорядился выставить полицейское оцепление. Однако, даже эта мера не сработала: как только двери театра были открыты, толпа фанатов мастера Бетти хлынула внутрь, буквально сметая констеблей. Поскольку количество зрителей в несколько раз превышало количество мест, возникла давка, сопровождавшаяся дракой. В результате, по свидетельству очевидца, по меньшей мере несколько человек потеряли сознание и их пришлось вынести из зала в вестибюль.

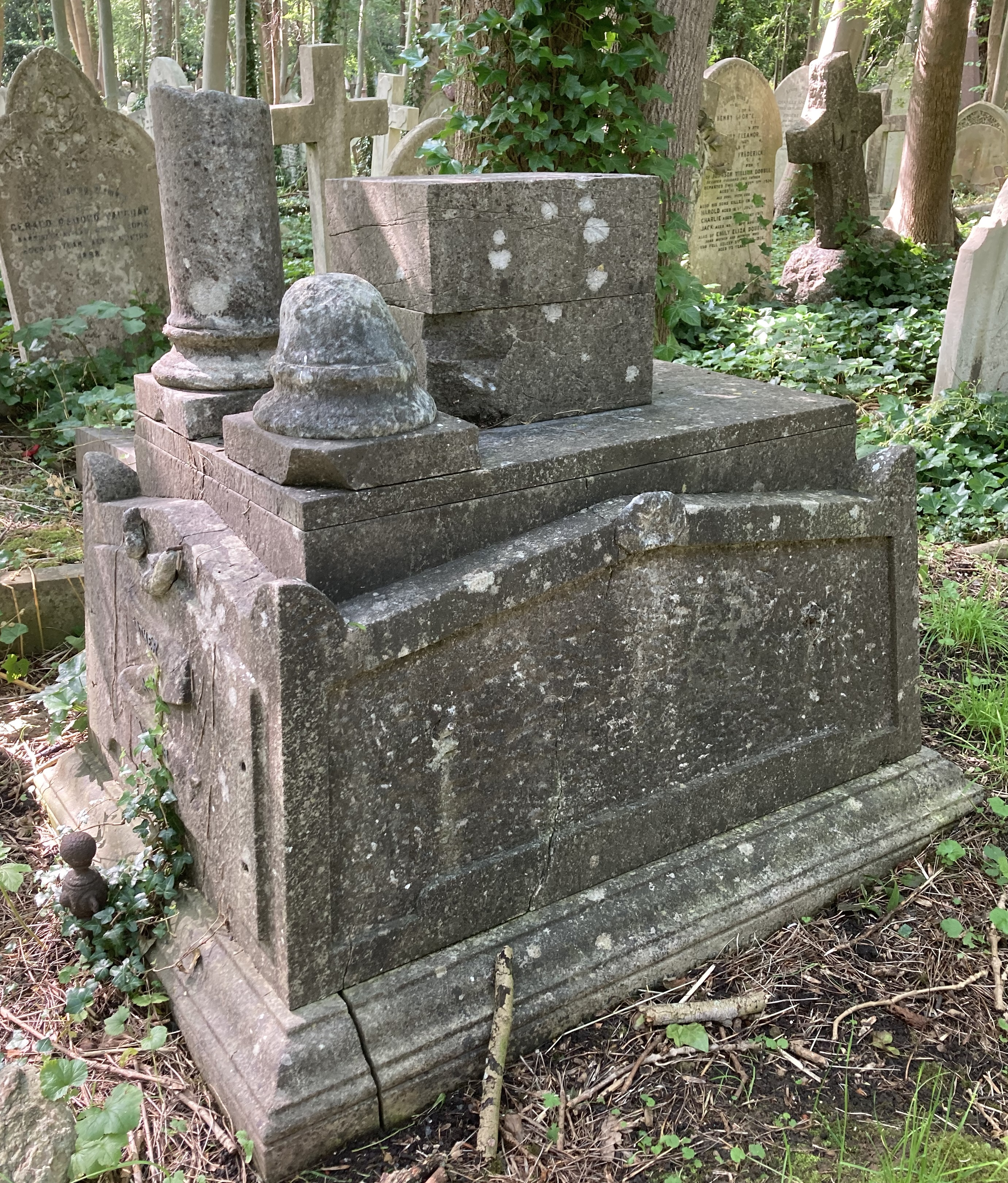
Надгробие Уильяма Бетти на кладбище Хайгейт.

Все последующие спектакли с участием мастера Бетти в Лондоне также проходили с полным аншлагом. На одном из них присутствовал принц Уэльский, сам Георг III представил Бетти королеве, а премьер-министр Уильям Питт, по легенде, однажды отложил заседание Палаты общин, чтоб депутаты смогли успеть на спектакль. Гонорар мастера Бетти в это время составлял до 75 гиней за вечер (за один вечер могли подряд даваться два спектакля), что, по всей видимости, являлось беспрецедентной суммой по тем временам.
Однако, в последующие несколько лет популярность юного актёра начала падать. В 1808 году, достигнув совершеннолетия, освободившись от опеки родителей, и став к тому времени материально обеспеченным человеком, мастер Бетти оставил театр. Он осуществил мечту об образовании, поступив в Колледж Христа Кембриджского университета, после окончания которого женился и переехал с семьёй в загородный дом.
В 1812 году, 21-летним юношей, Уильям Бетти не избежал соблазна ещё раз выступить на сцене Ковент-Гардена. Однако публика, сохранявшая память об актёре-ребёнке, была разочарована и Бетти оставил сцену. Это, по всей видимости нанесло удар по самолюбию актёра, прежде считавшего прекращение карьеры своим добровольным выбором, и полагавшего, что он может по своему желанию вернуться на сцену в любой момент. В 1821 году Бетти попытался вернуться на сцену повторно, и после новой неудачи впал в депрессию и даже попытался покончить с собой. В 1824 году Уильям Бетти принял решение окончательно оставить сцену.
Остаток жизни он прожил в собственном доме вместе с женой и сыном. Благодаря разумному вложению денег, заработанных в юности, Уильям Бетти оставался довольно обеспеченным человеком, и, время от времени, даже мог позволить себе помогать нуждающимся актёрам.
Уильям Бетти скончался в 1874 году и был похоронен на Хайгейстком кладбище, причём над могилой было воздвигнуто надгробие сложной формы, выполненное по собственному проекту Уильяма. Однако, прошедшее с тех пор время, а возможно, и некоторые почитатели Карла Маркса, похороненного поблизости, не пощадили могилу Уильяма Бетти, и сегодня от неё остались только руины колонн и других украшений, водружённые на каменный стилобат.